# Mullinville
Mullinville es una ciudad ubicada en el condado de Kiowa en el estado estadounidense de Kansas. En el año 2010 tenía una población de 255 habitantes y una densidad poblacional de 159,38 personas por km².

## Geografía
Mullinville se encuentra ubicada en las coordenadas 37°35′12″N 99°28′35″O / 37.586706, -99.476387 (37.586706, -99.476387).

## Demografía
Según la Oficina del Censo en 2000 los ingresos medios por hogar en la localidad eran de $36,875 y los ingresos medios por familia eran $39,375. Los hombres tenían unos ingresos medios de $32,500 frente a los $21,667 para las mujeres. La renta per cápita para la localidad era de $18,258. Alrededor del 9.2% de la población estaban por debajo del umbral de pobreza.